# Bobryki (obwód witebski)
Bobryki (biał. Бобрыкі; ros. Бобрики) – wieś na Białorusi, w obwodzie witebskim, w rejonie głębockim, w sielsowiecie Łomasze.

## Historia
W czasach zaborów w powiecie dzisieńskim, w guberni wileńskiej Imperium Rosyjskiego.
W dwudziestoleciu międzywojennym leżały w Polsce, w województwie wileńskim, w powiecie dziśnieńskim, w gminie Orzechowo, od 1923 roku w gminie Prozoroki. Położone były tuż przy granicy ze Związkiem Sowieckim.
Według Powszechnego Spisu Ludności z 1921 roku zamieszkiwały tu 53 osoby, 19 były wyznania rzymskokatolickiego a 34 prawosławnego. Jednocześnie 17 mieszkańców zadeklarowało polską, 35 białoruską a 1 inną przynależność narodową. Było tu 10 budynków mieszkalnych. W 1931 w 10 domach zamieszkiwało 69 osób.
Wierni należeli do parafii rzymskokatolickiej w Czerniewiczach i prawosławnej w Błosznikach. Miejscowość podlegała pod Sąd Grodzki w Głębokiem i Okręgowy w Wilnie; właściwy urząd pocztowy mieścił się w Prozorokach.